# Sonny Wern
Damian Twilt (8 maart 2000), beter bekend onder zijn artiestennaam Sonny Wern, is een Nederlands dj en muziekproducent.

## Biografie
Wern begon op achtjarige leeftijd met drummen. Daarnaast begon hij in zijn jeugdjaren met het uitbrengen van hiphopbeats. Pas later begon hij ook als dj achter een draaitafel. In 2021 begon hij onder de naam Sonny Wern muziek uit te brengen. Datzelfde jaar werkte hij samen met Huts en Gang Speed waarmee hij de single Red Lipstick (Hey What's Up It's 616) uitbracht. Een andere samenwerking had Wern met Jordan Jay en Idetto, waarmee hij de single Let U Go uitbracht.
In 2023 bracht Wern een Technomix uit van de single Dance for Me (1,2,3), het origineel was eerder in januari 2023 uitgebracht door producers Lyente en Quinten Circle samen met zangeres Zana. Op TikTok werd deze mix een groot succes en in de Top 100 Singlecharts van Duitsland behaalde het nummer de 44ste plaats. Hetzelfde jaar won Wern een IMPALA Award.
Op 6 februari 2025 werd Wern aangekondigd als een van de artiesten op het muziekfestival Zwarte Cross.
- MusicBrainz: 9b6911b5-4f2a-40f9-8689-c21f8aecab87